# Erna Groth
Erna Groth, född 25 april 1931 i Sofia församling i Stockholm, död 4 juni 1993 på Lidingö, var en svensk skådespelare, sångerska och scripta.

## Biografi
Groth var dotter till kapellmästaren och musikern Einar Groth (1903–1964). Hon filmdebuterade 1948 i Ingmar Bergmans Hamnstad. Groth var gift med Anders Lindwall (1921–1991). De är begravda på Uppsala gamla kyrkogård.

## Filmografi
- 1948 – Hamnstad
- 1948 – Soldat Bom
- 1949 – Stora Hoparegränd och himmelriket
- 1952 – Trots
- 1952 – Oppåt med Gröna Hissen
- 1952 – Flottare med färg
- 1953 – Bror min och jag
- 1953 – Gycklarnas afton
- 1953 – Fartfeber
- 1953 – Bror min och jag
- 1953 – Åsa-Nisse på semester
- 1956 – Sjunde himlen

## Teater

### Roller
| År   | Roll        | Produktion                                                                             | Regi              | Teater           |
| ---- | ----------- | -------------------------------------------------------------------------------------- | ----------------- | ---------------- |
| 1953 | Gisèle      | Hennes man (Son mari) Paul Géraldy och Robert Spitzer                                  | Palle Granditsky  | Nya Teatern      |
| 1954 | Agnès Sorel | Lärkan (L'alouette) Jean Anouilh                                                       | Per-Axel Branner  | Nya Teatern      |
| 1954 | Hermione    | Sköna Helenas privatliv (Helene, ou La joie de vivre) André Roussin och Madeleine Gray | Per-Axel Branner  | Nya Teatern      |
| 1954 |             | Oh, mein Papa (Das Feuerwerk) Erik Charell och Paul Burkhard                           | Hansjörg Boeger   | Södra Teatern    |
| 1956 | Medverkande | Kom och sitt i knä't, revy Rune Moberg                                                 | Tjadden Hällström | Boulevardteatern |